# Kuriakose Elias Chavara
Kuriakose Elias Chavara (en malayalam : കുര്യാക്കോസ് ഏലിയാസ് ചാവറ; hindi : कुरीयाकोस एलियास चावारा) en religion Kuriakose Elie de la Sainte Famille (en malayalam : തിരുക്കുടുംബ കുര്യാക്കോസ് ഏലിയാസ് (tirukkuḍumba kuryākkōs ēliyās); en hindi : पवित्र परिवार के कुरीयाकोस एलियास (pavitra parivār kē kurīyākōs ēliyās)) est né le 10 février 1805 au Kerala. Il est décédé le 3 janvier 1871 à Koonammavu. Prêtre et carme indien de rite syro-malabar. Il est le fondateur de deux congrégations religieuses : les Carmes de Marie Immaculée et les Sœurs de la Mère du Carmel.
Il est béatifié par Jean-Paul II le 8 février 1986 durant sa visite en Inde, et canonisé par le pape François le 23 novembre 2014.  Sa mémoire est liturgiquement commémorée le 3 janvier.

## Biographie

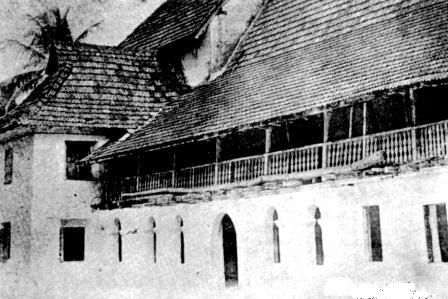
Séminaire de Pallipuram dirigé par Thomas Palackal où Kuriakose Elias Chavara a fait ses études.

Kuriakose Chavara est né le 10 février 1805 à Kainakary, près de Alappuzha, au Kerala (Inde), fils de Iko (Kuriakose) Chavara et Mariam Thoppil, tous deux catholiques de l'Église syro-malabare (unie à Rome). Selon la coutume locale il a été baptisé 8 jours plus tard, dans l'église paroissiale de Chennankari, à Alappuzha. À son baptême, on lui donna le nom de Kuriakose (ce qui signifie Cyriac).
De 5 ans à 10 ans, il fréquente l'école du village (Kalari) pour étudier les langues, dialectes différents, et les sciences élémentaires, sous la direction d'un maître hindou (Asan). Puis, souhaitant devenir prêtre, il poursuit des études sous la direction du curé de l'église de Saint-Joseph.
À l'âge de 13 ans en 1818, il entre au séminaire à Pallipuram, sous la direction de Malpan Thomas Porukara, et de Malpan Thomas Palackal, qui était alors le recteur de l'école.
Il est ordonné prêtre le 29 novembre 1829 dans l'Église syro-malabare à Arthunkal. Il célèbre sa première messe dans l'église de Chennankari. Après l'ordination, il est engagé un certain temps dans le ministère pastoral, mais revint bientôt au séminaire pour enseigner et remplacer Palackal Malpan Thomas durant ses absences.
Il fait sa profession chez les Carmes déchaux le 8 décembre 1855 avec 10 autres compagnons. Il prend alors le nom Kuriakose Élie de la Sainte Famille.

### Fondateur
En coopérant avec les Pères Malpan Thomas Porukara et Malpan Thomas Palackal, il fonde la congrégation religieuse autochtone pour les hommes, congrégation affiliée aux Carmes déchaux.
En 1830, il se rend à Mannanam pour diriger la construction de la première maison de la congrégation. La première pierre est posée le 11 mai 1831.
Cette congrégation est  maintenant connue sous le nom de Carmes de Marie Immaculée (ou CMI). Après la mort de ses compagnons, supérieurs de la fondation, le frère Kuriakose prend la tête de la congrégation.
En 1866, au Mannanam, avec la coopération du frère missionnaire italien Léopold Beccaro (de l'OCD), il fonde la branche féminine : la Congrégation de la Mère du Carmel (CMC). Cette branche s'étant ensuite répandue dans différentes parties du Malabar comptant sept maisons religieuses.
De 1856 jusqu'à sa mort en 1871, Kuriakose Chavara sera le Prieur général de tous les monastères de la congrégation.

### Rénovation spirituelle et évangélisation

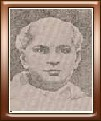
Photo de Kuriakose.

Sous la direction et l'inspiration de Kuriakose Chavara ces congrégations sont à l'origine de nombreuses œuvres apostoliques, publications catholiques, maisons pour indigents et mourants, écoles et cours pour catéchumènes, etc. Ces deux congrégations, fondées en Inde, ont fait depuis les années 1970 de nombreuses fondations en Afrique et en Europe.
La congrégation des Carmes de Marie-Immaculée amène de grands progrès dans la rénovation spirituelle de l'Église de Malabar. Ils organisent des séminaires pour l'éducation et la formation du clergé, l'introduction de sessions annuelles pour les prêtres et le peuple, une maison d'édition pour la propagation de la doctrine catholique, une maison pour les mourants et les démunis, une attention particulière aux catéchumènes, des écoles d'enseignement général, tout cela ne représente qu'une partie des diverses activités réalisées sous la direction du père Kuriakose Elias.
De nombreuses améliorations dans la liturgie syro-malabare sont également à apporter (en grande partie) à son crédit (comme la codification des prières liturgiques syro-malabars, le calendrier et les prières canoniques).

### Innovateur
Kuriakose Chavara est également un innovateur dans l'histoire de l'Église au Kerala : il fonde en 1831 la première congrégation religieuse autochtone (CMI), la première école en sanskrit en 1846, la première imprimerie catholique, la première congrégation pour les femmes indiennes (CMC) en 1866. Il est le premier à éditer et publier le East Syrian Breviary (bréviaire syriaque oriental). Il a préparé le premier calendrier liturgique dans l'Église de Malabar en 1862, qui a continué d'être en usage jusqu'à ces dernières années. C'est grâce à ses efforts que des livres en syriaque ont été imprimés pour la première fois dans le Kerala, et des livres de prières dans le Malayalam (première maison d'édition en 1846). Il lance également deux périodiques dans la langue du pays, dont La Fleur du Carmel.
Il a été le pionnier de l'éducation populaire au Kerala et il a pris l'initiative révolutionnaire et audacieuse de demander aux catholiques d'ouvrir des écoles dans chaque paroisse en 1864. C'est pourquoi les écoles du Kerala sont populairement appelées "Pallikkoodam" - un lieu d'éducation attaché à l'église.
En 1869, il commence la première institution de bienfaisance du Kerala.

### Défenseur de l'union à Rome

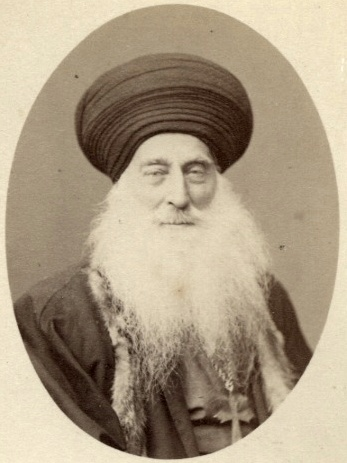
Le Patriarche Joseph VI Audo de Babylone, qui fut opposé à Kuriakose Chavara.

En 1861, un schisme menaçait de couper l'Église syro-malabare de Rome. Kuriakose Elias Chavara, est alors nommé vicaire général de l'Église syro-malabare par l'archevêque de Verapolly. C'est à ce titre, qu'il a défendu l'unité ecclésiale menacé par le schisme quand Tomas Rochos, envoyé de Mésopotamie par le patriarche oriental Joseph VI Audo pour consacrer des évêques nestoriens, a semé un début de division parmi les chrétiens syro-malabars d'Inde.
Tout au long de sa vie, Kuriakose Elias Chavara a travaillé pour la rénovation de l'Église du Malabar. Déjà à l'époque, et aujourd'hui encore, Kuriakose Elias Chavara est reconnu par les dirigeants de l'Église et de la communauté catholique en général, pour sa lutte intense, la position forte et un leadership efficace afin de maintenir l'Église syro-malabar dans l'unité ecclésiale.

### Écrivain et poète
Au milieu de ses diverses activités, il a trouvé le temps et le loisir d'écrire quelques livres, à la fois en prose et en vers à l'intention de ses fidèles. Ses conseils aux familles chrétiennes, donnés sous la forme d'un Testament d'un Père aimant sont universellement applicables, et toujours pertinents à ce jour.
En 1862 il rédige Ghandakavyam, le premier poème narratif, en langue malayalam.

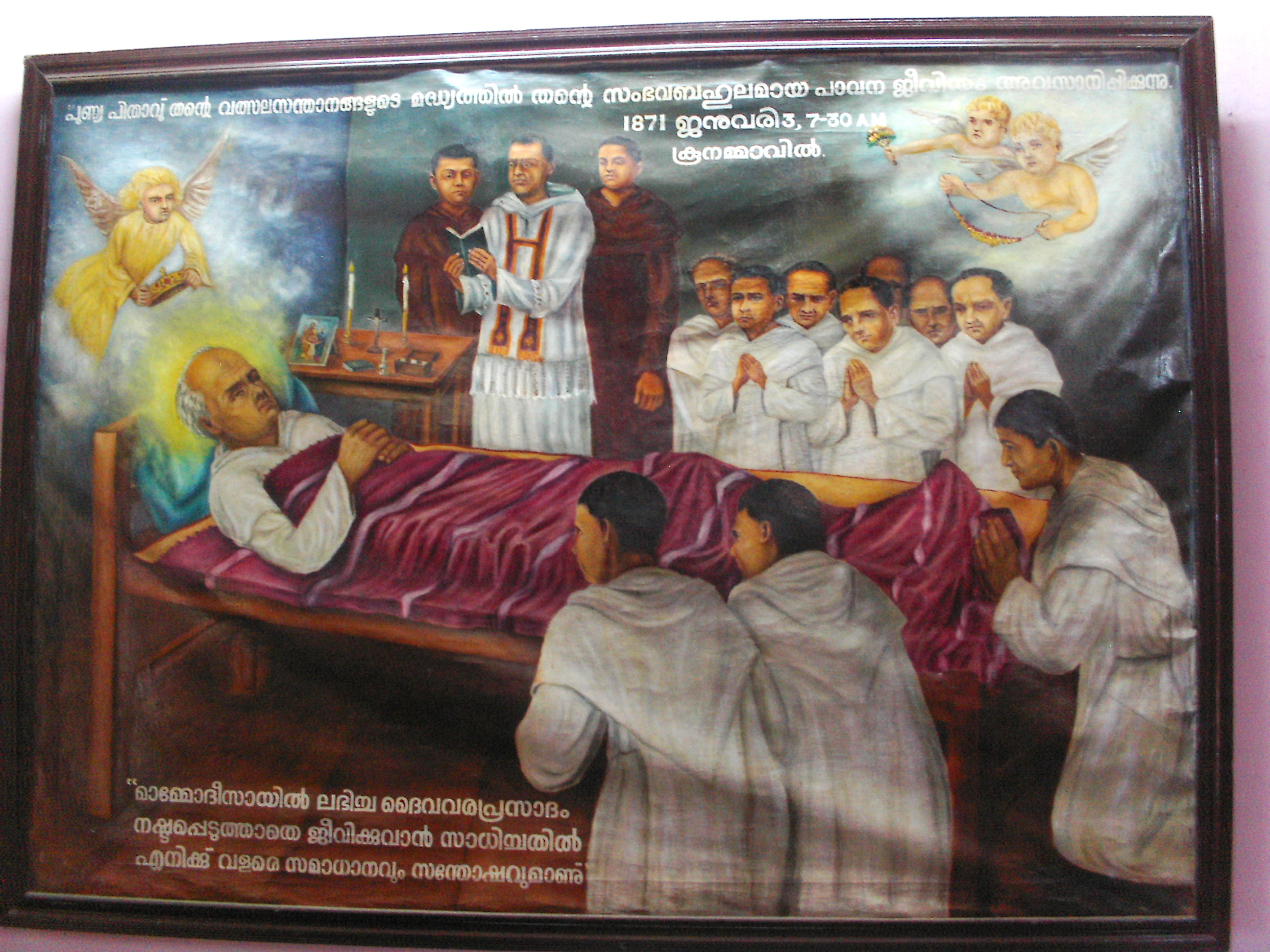
Décès de Kuriakose Elias Chavara en 1871.

### Décès
Le 3 janvier 1871, après une courte, mais douloureuse, maladie Kuriakose Elias Chavara décède au monastère de Koonammavu à Kochi, en odeur de sainteté, en laissant derrière lui la réputation d'un moine très saint. Il est enterré le 4 janvier à Koonammavu.
En 1889, sa dépouille mortelle a été transférée de Koonammavu à Mannanam (Kerala), dans l'église du monastère de Saint-Joseph, où elle est pieusement conservée.

### Béatification, canonisation et fête liturgique

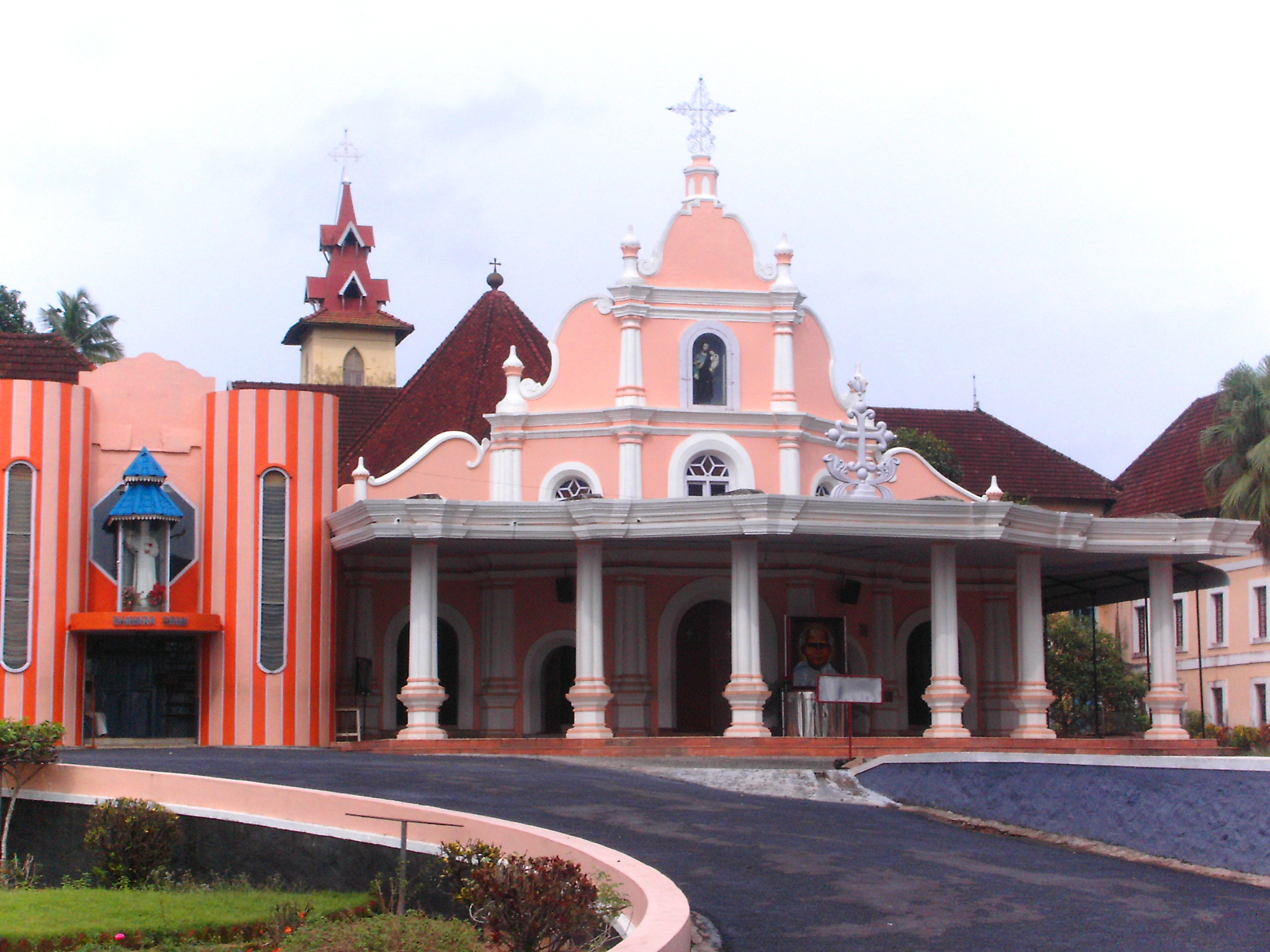
Sanctuaire de Mannanam où aujourd'hui repose saint Kuriakose Chavara Elias.

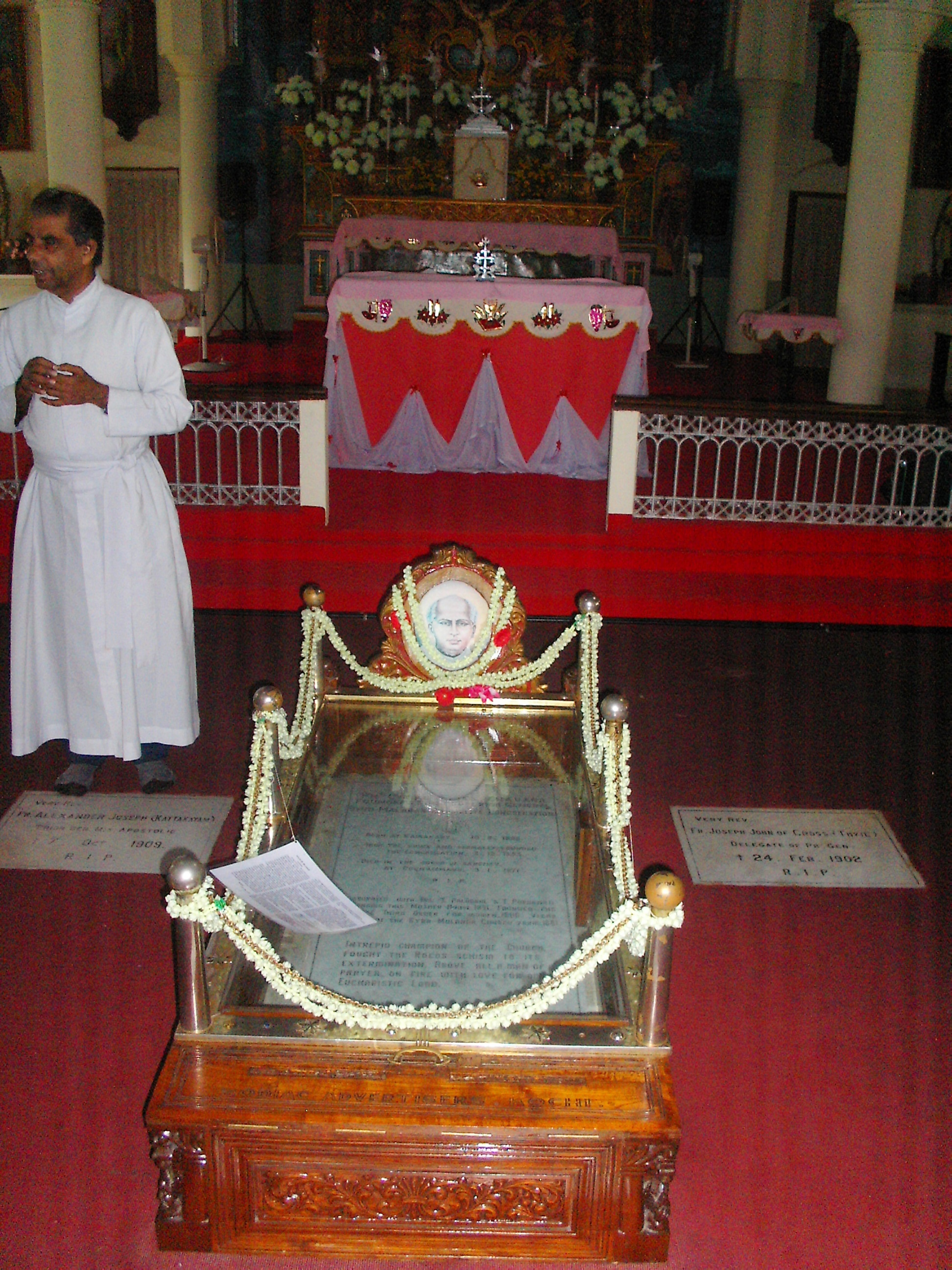
Sa tombe au monastère Saint-Joseph de Mannanam, Kerala.

Le procès diocésain pour la béatification a été inauguré par l'archevêque de Changanacherry le 3 janvier 1958, à la demande de frère Maurus, prière général de la congrégation des Carmes de Marie-Immaculée. La Congrégation a présenté officiellement sa cause à Rome le 15 mars 1980. Le 7 avril 1984, le pape Jean-Paul II a solennellement déclaré l'héroïcité des vertus du serviteur de Dieu en l'élevant au statut de vénérable.
Le 8 février 1986, lors de sa visite historique à Kottayam au Kerala, le pape Jean-Paul II a déclaré Kuriakose Chavara Elias "bienheureux".
Il est canonisé à Rome par le pape François le dimanche 23 novembre 2014.
Sa fête liturgique est célébrée le 3 janvier. Dans l'ordre du Carmel, sa fête est célébrée avec rang de mémoire facultative.

## Mémoire
Un timbre postal a été publié en son honneur par le Président de l'Inde le 20 décembre 1987.
En raison de la sainteté de sa vie, et de la "pluie de bénédictions sur ceux qui demandent son intercession", Mannanam est devenu un centre de pèlerinage. Des centaines de personnes viennent sur le tombeau du bienheureux Kuriakose Chavara Elias chaque samedi. La fête du Bienheureux Chavara est célébrée, chaque année le 3 janvier, avec une grande solennité et dévotion.